# Distrito de Minamitsugaru
El distrito de Minamitsugaru (南津軽郡 Minamitsugaru-gun?) es un distrito localizado en la prefectura de Aomori, Japón. Según el censo de 2020, tiene una población de 30 564 habitantes. Su área total es de 223,1 km².

## Localidades
- Fujisaki
- Inakadate
- Ōwani